# 從後面來的神威先生
《從後面來的神威先生》，又譯《正後方的神威》，是由EROKI原作、斑鰶幼魚作畫的日本成人漫畫作品。2020年3月27日於小學館《裏Sunday》和漫畫應用程式「Manga One」開始連載。
故事講述強大的除靈師神威和他的女高中生助手耳塚志津香，以前所未見的除靈方式──用高超的性愛技巧讓惡靈爽到升天——拔除各路妖怪與都市傳說的故事。
本作推出時獲得《弩級戰隊HXEROS》作者北田龍馬的推薦。在2021年下一部漫畫大獎網路漫畫部門排名第13名。

## 登場人物

### 主要角色
神威(カムイ)
被志津香尊稱為「神威先生」。鼎鼎大名的英俊除靈師，靈力與性慾皆異於常人。
感到妖氣便會勃起的變態，平日消遣是看靈異照片打手槍。透過各種高超的性愛技巧讓惡靈高潮升天；此外還能靈魂出竅，以靈體狀態進行除靈。靈體狀態只有津香等具備靈視能力的人才看的見。
因為只對靈有性欲，使他的除靈方式對沒有靈魂的鬼怪(如喪屍)無效；對中邪者也必須將靈體引出才能除靈。
除了第一次對決魅魔莉莉被搞到精盡人亡外，目前幾無敵手。在大鬧地獄復活後進行深山修行，靈力和性欲得到進一步加強。
天然呆且毫無羞恥感。目前只有志津香、阿市、蘿絲瑪莉與神父知道他的除靈方式。
耳塚志津香（耳塚 シヅカ）
與神威同住事務所，平凡的巨乳女高中生。靈視者，看的見並容易吸引惡靈，為此深受其擾。被神威發掘成為助手，實則是被當作吸引惡靈的誘餌。
遇到神威後個性變得開朗，但也為神威的變態行徑所苦。深怕作為助手的自己風評被害，總是想盡方法在朋友面前掩飾他的除靈方式。
靈力為零，即使如此仍多次涉險從惡靈手下保護他人，展現超凡的勇氣與善良。
阿市（お市）
市松人偶的附喪神，可以操控自己的頭髮束縛敵人。100年來頻繁更換主人，並以嚇唬人類為樂。被神威除去怨念後愛上對方，與津香一起擔任神威的助手。
言詞苛薄，但心腸很軟。視津香與蘿絲瑪莉為情敵。
蘿絲瑪莉
來自英國的修女，也是史上第一位女性除靈師。具備除靈師該有的天份、正義感與憐憫心，肌力也很發達(能讓神威站在自己肩膀上)。
對色情場面毫無抵抗力。目睹神威除靈時總會流鼻血昏倒。隨著相處日常逐漸有了抵抗力。
使用十字架與聖水除靈，對西洋妖怪和殭屍有用，但對日本妖怪沒有效果。

### 次要角色
京子
津香的朋友。金色長髮的辣妹風少女。意外的純情，害怕靈異。
透過時尚雜誌認識神威，是神威的超級粉絲。曾數次親臨神威除靈現場，但因為津香的極力掩飾，加上對神威的崇拜濾鏡，目前尚未知曉真相。
稻川
津香的朋友。靈異宅的黑髮雙馬尾少女。容易得意忘形，時常遭殃。
由衣
總是把妖怪撿回家的小女孩。天真善良，受到包括阿市在內的玩具附喪神們喜愛。
神父
收養並教導蘿絲瑪莉成為除靈師的修道院神父。年輕時在日本除靈被少年神威所救，從此有了一面之緣。
委託蘿絲瑪莉與神威到英國退治惡魔，並希望蘿絲瑪莉從使命感的枷鎖中解放。

### 靈
瑪莉小姐
日本都市傳說。被拋棄的洋娃娃怨靈，會不停打電話給目標，同時從後方步步進逼，將被害者的靈魂拉至陰間。被神威以後入式體位拔除。
半身死靈
日本都市傳說。被火車輾斃只剩上半身的女鬼，以高速襲擊被害者並奪去對方下半身。被神威愛撫耳朵引發幻肢反應，高潮升天。
銀仙
日本妖怪。妖狐的靈魂附著在錢幣上，會透過寫著五十音的紙回答占卜者的問題，但若占卜者違反規則就會遭到詛咒。
被津香的朋友們以玩樂的心情召喚出來，隨後遭靈體狀態的神威在津香等人面前拔除。
隙間女
日本都市傳說。出現在家具與樓房間隙中的妖怪，會從精神層面把人逼瘋，或者將人拉至間隙中。
襲擊大意的阿市，被津香捨身相救，而把津香拉至間隙中；所幸阿市事先把頭髮黏在津香身上，以此追蹤並將之束縛。屁股被拉至間隙外，遭神威以卡牆play的方式拔除。
轆轤首
日本妖怪。從江戶時期流傳至今的古老妖怪，脖頸能自由伸長。現代的轆轤首則是因照片修圖軟體被修歪的人所集結的怨念化身。
纏上津香與京子，被神威當場拔除。為了不讓京子發現真相，津香要她閉眼，並將性愛中的拍打與呻吟聲解釋為拍手與唸咒。
衣蛸
日本妖怪。章魚型的水怪。僅在神威、阿市與津香的談話間提及。
山路惡靈
日本都市傳說。臉色蒼白、全身溼透的女鬼。在夜晚的山路招便車，使搭乘車輛失控引發事故。本作中是同型態女鬼的通稱。
坐上神威與津香搭乘的麵包車，被阿市的頭髮困在車上，隨後遭神威拔除，「被害者」無數。「坐上就回不來的麵包車」從此成為山路惡靈間流傳的恐怖傳說。
高速婆婆
日本都市傳說。速度奇快的老婆婆女鬼，會在公路上追逐車輛，使被追上的駕駛遭遇橫禍。此外還有衝刺婆婆、爬行阿婆、百公里阿婆等變體。
因為是保守的老婆婆，會被性感的美女(津香)激怒，但對性感的男性(神威)則毫無抵抗力。集體追逐津香與阿市駕駛的麵包車，被在車頂大跳脫衣舞的神威拔除。
裂口女
日本都市傳說。戴口罩的年輕女性妖怪，會在路上詢問落單的小學生「我漂亮嗎?」若回答「漂亮」就會脫下口罩亮出恐怖的裂嘴，無論逃跑還是回答都會遭到追殺。弱點是髮膠。
被身穿小學生服裝的津香引誘到學校保健室，給神威逮住大幹一場，隨後又被「枕邊情話」稱讚美貌，幸福到昇天。
廁所裡的花子
日本都市傳說。躲藏在國內各小學的女廁，透過特定的敲門與提問方式召喚。除了驚嚇，還有將被害者拖進密室殺害的傳聞。雖然通稱花子，但每一個花子的外表與性格皆不同。由於花子是小學生的傳言所化，因此數量無限。在關東地區設有互助組織「全國花子聯合總部」，其中由最強的十位花子組成的圓桌會議被稱作「十花會」，在那當中山神小學的花子也是茨木童子率領的六位妖怪之一。
數年一度以花子為對象的聯合除靈活動「花子狩獵祭」，是除靈師賺錢的好機會；期間遭神威拔除的花子不計其數，被花子們稱作「花子獵人」所懼怕。為此「十花會」接連派出刺客挑戰神威，全遭拔除。後期在茨木童子中途干涉下決定對神威與津香發動攻擊，並緊急召喚出「始祖花子」後全員被吸收力量，於後日談表示他們已經重生，但身形變為小孩樣貌。
山之件
日本妖怪。藏身於山中，會附身在女性身上取代其人格，重複說著毛骨悚然的單字。附身時間若超過49天，被害者將無法復原。
附身在單獨露營的稻川身上，被津香引出稻川體外後遭神威拔除。
安德魯
由衣家的熊布偶附喪神，稱阿市為「大姊」。
化貓
日本妖怪。有兩條尾巴，喜歡舔燈油的九命妖貓。性情殘忍，嗜殺人類。擁有輕易切斷阿市頭髮的實力，但仍然不及神威。
被由衣當作流浪貓撿回家。欲加害由衣遭到阿市阻止，千鈞一髮之際被神威打敗，去掉一命；隨後又混在萬聖夜變裝遊行中試圖吃人，被神威一次幹掉七條命；之後又試圖利用舊鼠除掉神威一行失敗，此後再也不敢反抗神威一行。
隨神威到英國時被意外丟包，一度行蹤不明。後來在神威解決背負小鬼時再次登場，宣稱自己已經獲得英國貓妖凱西帕魯格的力量，但稍後快被神威的調教屈服時由茨木童子搭救，是少數沒被神威徹底拔除的惡靈。
船幽靈
日本妖怪。在海上出沒的妖怪，形象是無數的手。據說是溺死者的化身，會把船上的生者拉進水裡溺斃，或用勺子把水倒入小舟使之沉沒。
襲擊在海灘玩水的津香與朋友們，被神威以舌舔拔除。昇天前化作光之海盛載神威與阿市的景象，被當地人視為傳說成真。
靈道
日本傳說。惡靈匯集的道路。受地脈影響，容易在當地引發各種靈異現象。
出現在某古宅中，使房主不堪其擾，因此請來神威與蘿絲瑪莉除靈。
天狗
日本妖怪。山神般的強大存在，會擄走小孩將之神隱而受人畏懼。弱點是敏感的鼻子。
被懷疑是當地孩子失蹤的禍首而遭神威拘束愛撫play拷問。(最後證實是清白的)
河童木乃伊
生活在沼澤河岸邊的日本妖怪。有將人溺斃的不良傳聞，但也不乏與人類締結友誼的佳話。
其木乃伊的靈魂在神威與蘿絲瑪莉出席的靈異節目中顯靈，本體被神威注入「生命能量」後復活並野放。
雪女
日本妖怪。在雪山出沒的女鬼，身上的寒氣能凍結一切。
被神威追殺至津香與朋友們合宿的山中小屋，在被窩裡遭津香與神威前後夾擊拔除。
樹妖
希臘神話的木之精靈，會以美貌誘惑男性，將其困在森林中。
與魅魔莉莉聯手偽裝成遭魅魔附身的少婦，被神威識破後與之決戰敗北。對神威不畏懼自己的真面目一事感到欣慰。
基絲基勒·莉莉
西洋魅魔。擁有改變外貌、潛入夢境、催眠並竄改男性記憶的能力。初登場時與樹妖聯手，偽裝成遭魅魔附身少婦的女兒。在樹妖被拔除後露出原形，將神威榨至精盡人亡，促使神威的靈魂大鬧地獄。是第一個，也是目前唯一一個打敗神威的惡靈。
事件後以轉學生身分接近津香，試圖對其下手，卻在與津香朝夕相處間萌生愛意。因為內心渴望變成人類，魅魔能力也逐漸喪失，無法再靠性愛補充靈力。
與神威二度對決後明白自己的真心。為了津香的幸福選擇不告而別，啟程尋找成為人類的方法。離去時消除學校男性師長對她的記憶，但仍然被津香與朋友們牽掛著。
閻魔大王
地獄的最高統治者，戴眼鏡的嬌小女子。外表認真嚴肅，實則是個想在部下面前被凌辱雌墮play的痴女。
在神威大鬧地獄時看上神威的勇猛。與神威立下契約准許他復活，但死後必須作為奴隸受盡凌辱(其實是要神威將她當作性奴凌辱)。
火車
日本妖怪。全身燃燒著火焰，專門盜竊屍體的妖怪。坊間流傳許多退治法，但治標不治本。
神威對莉莉一戰敗北後出現在深夜醫院，欲拖走失去靈魂的神威肉體，遭津香與阿市聯手阻擋。最後被即時回魂的神威以推車式體位拔除。
高女
日本妖怪。利用超長的軀幹偷窺高樓內部的女鬼，據說是醜女忌妒心的化身。
出現在津香的學校，襲擊位於二樓的莉莉與津香未果，被神威拔除。
山姥
日本妖怪。偽裝成山間旅館的老婆婆提供旅人住宿，趁其熟睡時殺死並吃掉的惡靈。
津香與朋友們在山上合宿的老闆娘。一般型態的外貌是可怕的老妖婆，全盛期外貌則是年輕黑皮辣妹。半夜磨刀時被津香發現，追殺對方途中被修練有成的神威拔除。
馬藏
日本妖怪。被主人折磨至死的馬怨念之化身。會附身在人身上使其精神異常，外貌與心智逐漸與馬同化。
附身在津香身上，被神威以胡蘿蔔引出拔除。
猿夢
日本都市傳說。使被害者重複做相同惡夢的妖怪。在夢中被害者會困於列車車廂，每經過一個車站就會聽到其他乘客遭遇各種酷刑的慘叫聲，直到終點站輪到自己。若在猿夢中被殺，本體也會在現實中死去。
將津香與試圖相救的莉莉困在夢中，危機之際被神威的「耳邊情色語音」與莉莉的夾擊聯手拔除。
大笑女
日本妖怪。不停大笑的女鬼。聽到其笑聲的人會跟著大笑，直至氣竭而死。
在津香與朋友們搭乘的公車上促使乘客大笑，並與津香等人進行「不准笑大挑戰」，最後被神威以打屁股性愛拔除。
巫妖
西洋妖怪。力量強大的不死黑魔法師，有操控屍體的能力。
在破敗小鎮操控殭屍軍團襲擊津香一行人，被神威與蘿絲瑪莉聯手拔除。
舊鼠
日本妖怪，由殺生無數的老鼠所化。成精後體型變得巨大，成為捕食貓與人類的凶惡鼠王。
對化貓造成威脅而被對方委託神威進行除靈。之後雖然證實是化貓惡人先告狀，但因為嗜食人類的天性仍遭神威拔除。
鬼姆林
英國都市傳說。喜歡破壞飛機零件，造成飛機失事的妖精。
在神威一行與蘿絲瑪莉前往英國的飛機上搞破壞，被神威以靈體狀態在半空中高速抽插拔除。
潘
希臘神話的牧神，半羊半人的調皮精靈。能用笛子控制人類的行為，以此使人跳舞或定身；但無法控制無意識動作，如呼吸和勃起。
蘿絲瑪莉的兒時玩伴。誤以為神威是蘿絲瑪莉的男友，因心生嫉妒而惡作劇，被神威震懾後解除誤會。
惡魔
附身在小女孩身上的女惡魔。言詞下流，其實是個未嘗禁果的處女。禁不住神威的性愛邀請解除附身，享受魚水之歡後昇天。
七尋女房
日本妖怪。13公尺高的女巨人。出沒於深山並對旅人作祟。
出現在神父的回憶中，被少年時期的神威整個人鑽入下體高潮昇天。
足長手長
日本妖怪。由長腳鬼揹著長手鬼行動的妖怪雙人組。現代的足長手長是苦於手腳不夠長導致自拍不好看的女性怨念所化。
在商店街襲擊路人，被神威與蘿絲瑪莉聯手拔除。
廁所裡的太郎
日本都市傳說。其產生的方式與花子相同，為該都市傳說的其中一個衍生種。
在十花會因派出的刺客多次被解決時不請自來，宣稱手上握有神威絕對不會直接上他的王牌。剛開始神威因對方是男生而一時苦無對策，但在兩人上演一場大叔的鹹濕秀後被拔除。
紫色老太婆
太郎被拔除後十花會為了盡早解決神威而不得已來到某學校暫時合作的妖怪。
正要對神威進行總攻擊時因津香當場做出恐怖片女主角受驚嚇時的姿勢，而與花子爭論獵物歸屬並反抗十花會，最後在十花會關上門後剩餘個體由神威拔除。
茨木童子
在神威解決背負小鬼時於大廈頂樓登場的六位最強妖怪之首，從對話與神威的神情中得知似乎與過去的神威有交手過。
由於神話的關係對神威的驅靈方式完全免疫，為目前魅魔莉莉之後第二位打敗神威的妖怪。
九尾妖狐
在神威解決背負小鬼時於大廈頂樓登場的六位最強妖怪之一。曾被封印900年時間，可暫時離開封印地行動一段距離，在對上神威之前曾派出管狐來對付神威，但稍後被拔除。
姦姦蛇螺
在神威解決背負小鬼時於大廈頂樓登場的六位最強妖怪之一。特徵為上半身有六支手臂、眼睛被縫起來，下半身為蛇身的女性樣貌。第89話曾出現在神威一行人面前，表示自己體內有一條兇惡的大蛇，一旦自身的封印被解開就會壓不住，想在那之前請神威將他拔除。但因為沒有屁股中間的縫隙而一度被神威拒絕，於是將蛇身變化成原來的雙腿並隨時等候他準備好，但在那期間會互相切換兩種人格。
克蘇魯
在神威解決背負小鬼時於大廈頂樓登場的六位最強妖怪之一。
八尺大人
在神威解決背負小鬼時於大廈頂樓登場的六位最強妖怪之一。
滑瓢
日本妖怪。有時不知會從哪處闖入民宅內強制使喚屋主和其家人侍從他，而最後主人變成他的僕人時既使發現不對勁也不會被責怪。
一開始以耳垂很長的貴婦樣貌出場，以客人身份向津香與小糸母女任意使喚，最後要求津香他們脫光衣服跳裸舞時被神威命令自慰，並使其脫光衣服下由神威拔除。
座敷童子
日本妖怪。出現在小糸就讀的幼稚園內，由於園長發現許多幼稚園兒童流傳著「想像朋友」的傳聞而請神威來拔除。外表為皮膚深色、面相有些恐怖的長髮小女孩，於津香的說情下沒有被拔除，因為本身無害且喜歡居住在善心人的住所。
送行狼
日本妖怪。傳說中外型很像野狼，常出現在晚上的山路中，會跟隨路過的旅人一陣子，當旅人一轉頭就會立刻襲擊對方，九尾妖狐表示以西洋觀點的說法就是狼人。故事中以帥哥委託人的樣貌出場，計畫中原本要進犯津香，但中途被莉莉阻撓，現出狼人的真面目時被即時回來的神威給拔除。
畫靈
日本古代傳說中被妖怪附身的畫作，屏風與畫卷中的人物每天晚上都會跑出來，使持有主受驚嚇。故事中途由一位女性粉絲帶來向神威委託，雖因神威正在嘗試拔除姦姦蛇螺而無暇顧到，但也被人格切換的姦姦蛇螺嚇到逃出外面，到了當晚被神威給拔除。
水獺
原本是野生水獺的變異，外表很像狐狸或者狸貓，許多傳聞說會變化成美女勾引男性後將其吃掉。故事中為神威的徒弟阿釜賽因嘗試拔除的對象，後來在阿釜想要自己處理爛攤子時被姦姦蛇螺捉來，並要他當場誘惑阿釜，發現阿釜膽怯而想要抓來當人質之際被神威給拔除。
雷獸
日本古代傳說中會以雷電般的速度移動的野獸。由於性格狂傲且目中無人的緣故，就連九尾妖狐與化貓也拿他沒辦法。最後因自身在移動時只能如光線般一直線向前衝的緣故，而由津香想到用手機電波傳送的辦法將其傳到神威面前給拔除。
餓鬼
原為神話中被打入地獄內餓鬼道之亡靈們的通稱，陷入長期飢餓與口渴的處罰中。在近代因為民間信仰之故已經變質成一旦附身在一般人身上，對方就會變得一直狂吃狂喝的惡鬼。附身在某位青年時剛好遇到津香，附身在津香身上後原本按計畫吃到撐，但因為各種巧合而未能如願。最終吃了一根冰棒享受該美味後主動做好準備並要求神威將他當場拔除，但因此讓津香身材走樣。
飛頭蠻
中國妖怪。初次登場時假扮成無頭騎士在夜裡騷擾路人，說話時略帶部分中文語調，在津香與蘿絲瑪莉合作下誘導至隧道前的陷阱讓神威藉此攻略，有者頭一接回身體感覺就會共通的特性，目前頭部與身體各自分開且被囚禁在事務所內。

## 出版書籍
| 集數 | 小學館        | 小學館                 | 尖端出版社     | 尖端出版社             |
| 集數 | 發售日期      | ISBN                   | 發售日期       | ISBN                   |
| ---- | ------------- | ---------------------- | -------------- | ---------------------- |
| 1    | 2020年8月12日 | ISBN 978-4-09-850220-2 | 2021年8月23日  | ISBN 978-626-30-8868-9 |
| 2    | 2021年2月19日 | ISBN 978-4-09-850464-0 | 2022年1月20日  | ISBN 978-626-31-6367-6 |
| 3    | 2021年8月11日 | ISBN 978-4-09-850668-2 | 2023年1月13日  | ISBN 978-626-35-6028-4 |
| 4    | 2022年2月10日 | ISBN 978-4-09-850884-6 | 2023年4月19日  | ISBN 978-626-35-6429-9 |
| 5    | 2022年8月10日 | ISBN 978-4-09-851233-1 | 2024年3月18日  | ISBN 978-626-37-7677-7 |
| 6    | 2023年3月10日 | ISBN 978-4-09-851748-0 | 2024年12月31日 | ISBN 978-626-40-3335-0 |
| 7    | 2023年9月19日 | ISBN 978-4-09-852835-6 |                |                        |
| 8    | 2024年2月9日  | ISBN 978-4-09-853124-0 |                |                        |
| 9    | 2024年8月8日  | ISBN 978-4-09-853520-0 |                |                        |
| 10   | 2025年2月12日 | ISBN 978-4-09-853861-4 |                |                        |

## 外部連結
- うしろの正面カムイさん｜裏サンデー